# Gomphus excavatus
Gomphus excavatus är en trollsländeart som beskrevs av Aleksandr Nikolaevich Bartenev 1930. Gomphus excavatus ingår i släktet Gomphus och familjen flodtrollsländor. Inga underarter finns listade i Catalogue of Life.